# Álex Angulo

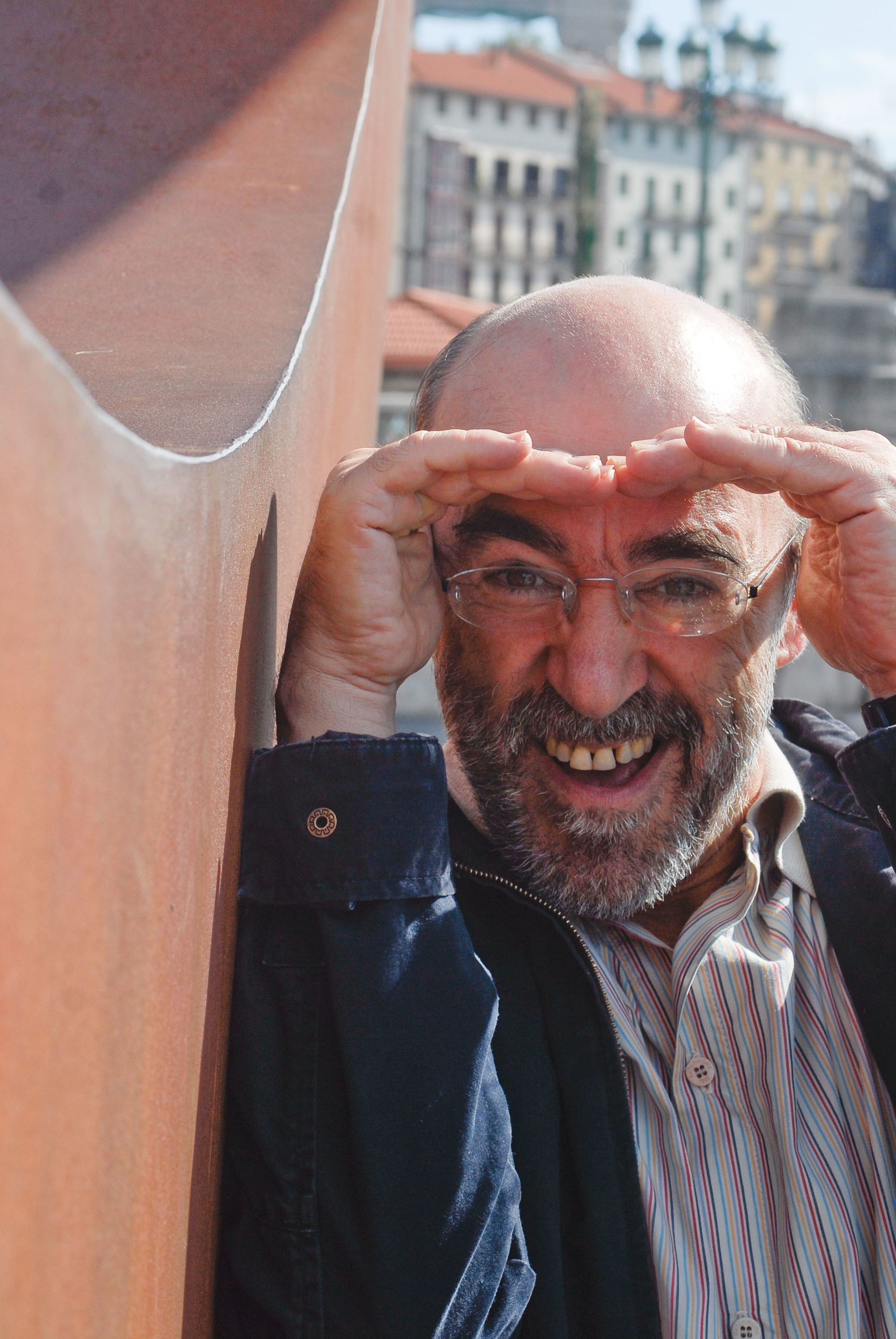
Álex Angulo (2010)

Alejandro Álex Angulo León (* 12. April 1953 in Erandio; † 20. Juli 2014 bei Fuenmayor) war ein spanischer Schauspieler, der in über dreißig Jahren in mehr als sechzig Filmen mitspielte.

## Leben
Bekannt wurde Angulo europaweit durch die Filme des spanischen Regisseurs Álex de la Iglesia, mit dem er u. a. die Fantasykomödie Aktion Mutante und die Horrorkomödie El día de la bestia drehte.
Er war mehrfach für den spanischen Goya-Filmpreis nominiert.
Angulo starb im Juli 2014 im Alter von 61 Jahren bei einem Verkehrsunfall nahe Fuenmayor, bei dem sein Auto von der Straße abkam. Der spanische Regisseur Mikel Rueda widmete Angulo posthum seinen Film A escondidas.

## Filmografie (Auswahl)
- 1993: Aktion Mutante (Acción Mutante)
- 1995: El día de la bestia
- 1997: Live Flesh – Mit Haut und Haar (Carne trémula)
- 1999: Muertos de Risa
- 2000: Sex aus Mitgefühl (Sexo por compasión)
- 2002: My Mother Likes Women
- 2006: Pans Labyrinth (El laberinto del fauno)
- 2007: Backwoods – Die Jagd beginnt (Bosque de sombras)
- 2014: Der heimliche Freund (A escondidas)